# Un ladrón y su mujer
Un ladrón y su mujer es una película chilena del año 2001, basada en un cuento de Manuel Rojas. Dirigida por Rodrigo Sepúlveda, la protagonizan Amparo Noguera y Ramón Llao.

## Sinopsis
Francisco Córdoba es sorprendido robando un maletín a un caballero en una estación de trenes en el sur de Chile. En la cárcel se transforma rápidamente en un personaje popular gracias a su simpatía. Su mujer, Ana, decide ir a verlo, pero antes de su visita Córdoba y dos compañeros de celda huyen por los bosques. Cuando la esposa llega a la cárcel y ante la huida de Córdoba, los gendarmes deciden arrestarla por considerar que puede estar implicada en la fuga, lo que da pie a un monólogo de amor de Ana hacia Francisco, a quien ella cree muerto.

## Reparto
- Amparo Noguera - Ana López
- Ramón Llao - Francisco Córdoba
- Hugo Medina - Cabo
- Arnaldo Berríos - Cabo Santana
- Gabriela Hernández - Madre de Ana
- Erto Pantoja - Gendarme
- Andrés Pérez - Mapuche
- Alejandro Trejo - Luis Bahamondes
- Sergio Hernández - Fortunato García
- Néstor Cantillana - como Hombre triste
- Rosa Ramírez - Mujer del bar
- Óscar Hernández - Señor de la estación
- Jesús Jorquera
- Sara Bonelli
- Francisco Bonelli
- Felipe Siefer